# 児童心理司
児童心理司（じどうしんりし）は、児童相談所において心理学の専門的学識に基づく心理判定業務に携わる職員。

## 概要
従来は心理判定員と呼ばれていたが、厚生労働省の児童相談所運営指針の改正に伴い、2005年（平成17年）より児童心理司の呼称が用いられるようになった。
児童相談所に心理判定の専門職員を配置することは児童福祉法によって定められているが、条文中に呼称についての規定はない。条文中に規定のある児童福祉司とは異なり、現状では「事実上の」任用資格という扱いである。

## 任用の条件
児童心理司として任用されるには、心理学に関する専門的な学識が求められる。具体的には「学校教育法に基づく大学又は旧大学令に基づく大学において、心理学を専修する学科又はこれに相当する課程を修めて卒業した者」、「又はこれに準ずる資格を有する者」と規定されている。
心理判定員と呼ばれていた時代には、心理学専攻経験のない事務吏員（一般職公務員）が研修を受けて心理判定業務に携わることもあったが、現在では大学・大学院で心理学を専攻し、心理職として採用された者をその任に充てることが普通になっている。臨床心理士資格の有無（一部では臨床発達心理士資格でも可能な場合も）を重要視されることが多く、高度な専門性を求められる任用資格のひとつである。
児童相談所運営指針では、児童心理司とは別に心理療法担当職員を置くことが求められているが、実際には児童心理司が兼務することも多い。